# فورت مککوی، ویسکانسین
فورت مککوی (به انگلیسی: Fort McCoy) یک حوزه سرشماری در ایالات متحده آمریکا است که در ویسکانسین واقع شده‌است.